# منطقة إيتاسي
إيتاسي (بالفرنسية: Itasy)‏ هي منطقة في وسط مدغشقر. تحدها كل من منطقة أنالامانجا من الشمال الشرقي، فاكينانكارترا من الجنوب وبونجولافا من الشمال الغربي. عاصمة المنطقة هي مياريناريفو، ويُقدَّر عدد السكان بـ732.834 نسمة في عام 2013. وهي الأصغر بين جميع المناطق الـ22 في البلاد مساحة، إذ تبلغ مساحتها 6,993 كيلومتر مربع (2,700 ميل مربع)، وهي المنطقة الأكثر كثافة بالسكان بعد أنالامانجا.

## التقسيمات الإدارية
تنقسم منطقة إيتاسي إلى ثلاث مقاطعات، تنقسم إلى 51 بلدية.
- Arivonimamo District
- Miarinarivo District
- Soavinandriana District